# Джапарідзе Олександра Бічіївна
Джапарідзе Олександра Бічіївна (11 лютого 1895—27 листопада 1974) — грузинська радянська альпіністка. Заслужений майстер спорту СРСР (1945). Має нагороди: орден  Леніна, орден «Знак Пошани».

## Із біографії
Олександра Джапарідзе належала до княжого роду Імеретії (Грузія). Народилась у 1895 році в багатодітній родині в селі Хреіті, Кутаїської губернії.
У 1929 році закінчила Тбіліський державний університет, фізико-математичний факультет. 20 років пропрацювала синоптиком у Тбіліській геофізичній обсерваторії, встановлювала метеорологічні станції у гірських районах Грузії. Захоплювалася альпінізмом,  як і більшість членів її родини.

## Альпіністська кар’єра
У 1923 році Олександра Джапарідзе здійснила сходження  на вершину гори Казбек (5034 м) у складі  однієї з груп, якими керували професори Тбіліського університету Г. Николадзе та А.  Дидебулідзе.
У 1930  -  Олександра брала участь у сходженні на вершину гори Тетнульд (4869 м) у Верхній Сванетії.
1934, серпень – підкорення вершини Південної Ушби у складі групи під керівництвом брата Олександри. У 1946 році шукала на Ушбі  місце загибелі брата й з’ясовувала обставини його смерті.
У 1947 – разом з молоддю підкорила льодовик Гергеті., 1948 -  піднялася на Казбек із групою у складі 502 особи.
У 1949 – брала участь у поході в Кистинську ущелину й у сходженні на 8 вершин, через рік піднялася на Дихтау.

## Пам'ять
У селі Хреіті (Чіатура, муніципалітети Грузії) у 1981 році був створений Дім-музей братів і сестер Джапарідзе.
У вірші «Олександра Джапарідзе на Ушбі», написаному російським поетом М. Тихоновим, є рядки:
Когда предо мною осколки луны  
На снежниках станут дробиться, 
На выступе красной Ушбинской стены 
Я вижу: стоит Джапаридзе».